# Tiszagyulaháza
Tiszagyulaháza je vas na Madžarskem, ki upravno spada pod podregijo Polgári Županije Hajdú-Bihar.